# Zelotes jocquei
Zelotes jocquei FitzPatrick, 2007 è un ragno appartenente alla famiglia Gnaphosidae.

## Etimologia
Il nome della specie è in onore dell'aracnologo belga Rudy Jocqué, specialista del ragni dell'Africa centrale e della biodiversità aracnologica.

## Caratteristiche
Questa specie appartiene al jocquei group, le cui peculiarità sono: i maschi hanno l'embolus di lunghezza media e la cui base è appena accennata. La piastra dell'epigino femminile è arrotondata ai margini laterali e posteriori. I condotti mediani dell'epigino hanno i bulbi rigonfi anteriormente e spostati dorsalmente.
L'olotipo femminile rinvenuto ha lunghezza totale è di 8,75mm; la lunghezza del cefalotorace è di 3,33mm; e la larghezza è di 2,50mm.

## Distribuzione
La specie è stata reperita nel Kenya occidentale: l'olotipo femminile è stato rinvenuto nei pressi della cittadina di Kitale, appartenente alla provincia della Rift Valley.

## Tassonomia
Al 2016 non sono note sottospecie e dal 2007 non sono stati esaminati nuovi esemplari.